# نوک‌شاخ مونتیرو
 نوک‌شاخ مونتیرو (نام علمی: Tockus monteiri) نام یک گونه از تیره نوک‌شاخ است.